# Hermann Vöchting

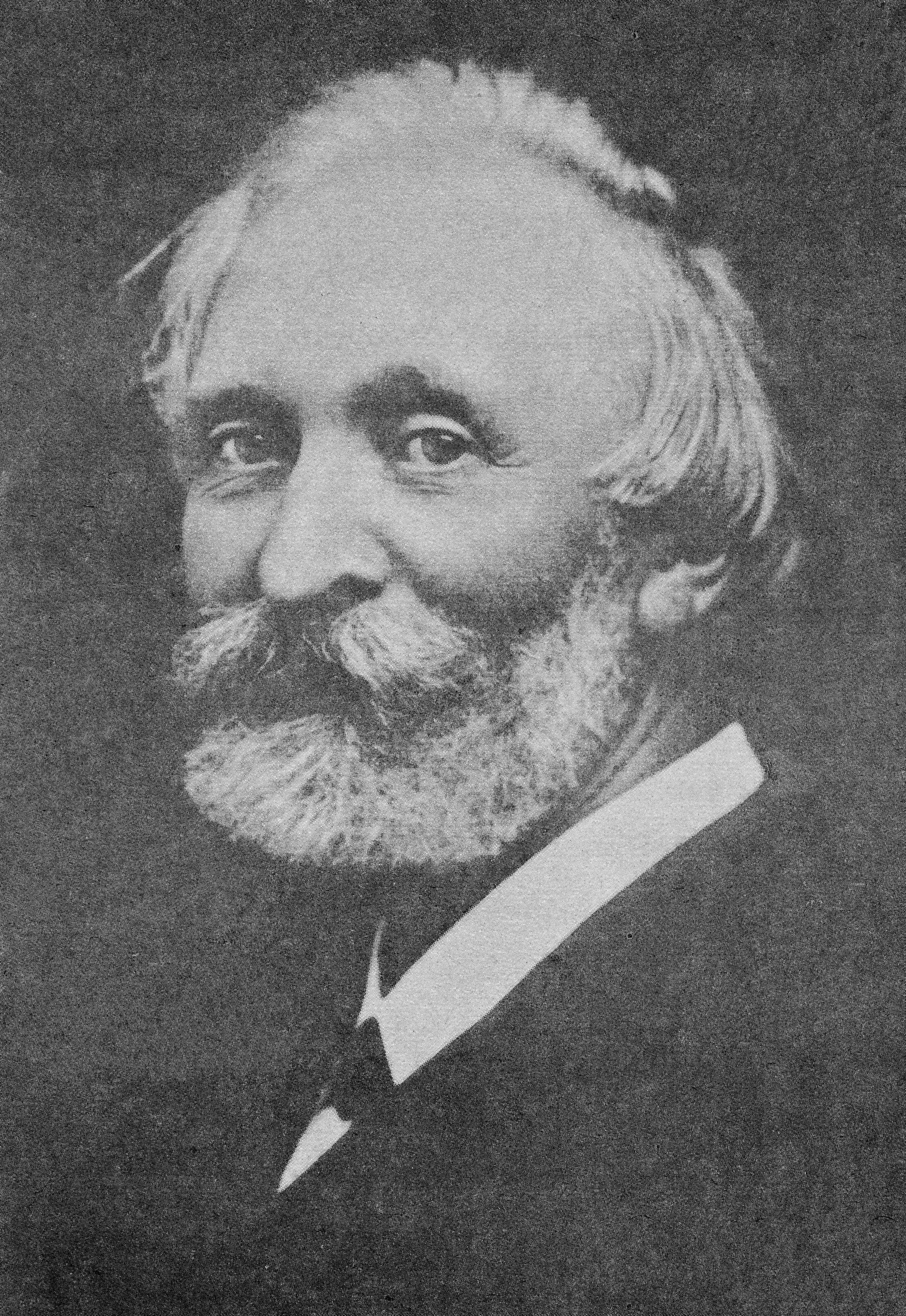
Hermann Vöchting

Hermann Vöchting, född 8 februari 1847 i Blomberg, Lippe-Detmold, död 24 november 1917 i Tübingen, var en tysk botaniker.
Vöchting blev filosofie doktor i Göttingen 1873, privatdocent i Bonn 1874, e.o. professor där, ordinarie professor i Basel 1878 och i Tübingen 1887. Han var en framstående växtfysiolog, som nästan uteslutande ägnad sig åt experimentella morfologiska och anatomiska undersökningar. Han kompletterade sina närmaste föregångares (som Julius von Sachs) fysiologiska arbete så till vida, som han i livsföreteelserna ej blott såg fysikaliska och kemiska fenomen, utan även tog hänsyn till organismernas "inre", ärftliga, gestaltbildande krafter, som arbetar sida vid sida med de yttre orsakerna. 
Vöchtings flesta skrifter behandlar växters utvecklingsmekanik och dennas beroende av till exempel ett organs polaritet eller av ljusperception, temperatur, luftfuktighet och liknande. En mängd problem på detta vidsträckta område kunde han definitivt lösa genom sin praktiska begåvning som växtodlare.